# Arnaud Cervello
Pas d'image ? Cliquez ici

a Compétitions nationales et continentales officielles uniquement.

b Matchs officiels uniquement.
Arnaud Cervello, né le 7 décembre 1971 à Lézignan-Corbières, est un joueur de rugby à XIII dans les années 1990 et 2000. Il occupe le poste d'ailier.
Au cours de sa carrière en rugby à XIII, il a joué pour divers clubs successivement. Avec Saint-Estève, il remporte le titre du Championnat de France en 1993 ainsi que le titre de la Coupe de France en 1994 et 1995. Il prend part également à l'aventure du Paris Saint-Germain Rugby League en 1996 et son intégration en Super League, y disputant quatre rencontres. Par la suite, il s'engage à Limoux et dispute la finale de la Coupe de France en 1997, et termine sa carrière à Lézignan après avoir tenté une expérience en rugby à XV au RC Narbonne.
Fort de ses performances en club, il est sélectionné à deux reprises en 1996 en équipe de France pour disputer la Coupe d'Europe 1996.

## Palmarès
- Collectif :
  - Vainqueur du Championnat de France : 1993 (Saint-Estève).
  - Vainqueur de la Coupe de France : 1994 et 1995 (Saint-Estève).
  - Finaliste du Championnat de France : 1995 et 1996 (Saint-Estève).
  - Finaliste de la Coupe de France : 1997 (Limoux).

### Détails en sélection
| 1. | 5 juin 1996  | Pays de Galles | 14-34 | Coupe d'Europe | Ailier | 8 | 2 | - | - |
| 2. | 12 juin 1996 | Angleterre     | 6-73  | Coupe d'Europe | Ailier | 8 | 2 | - | - |